# Portland Trail Blazers 2007-2008
La stagione 2007-08 dei Portland Trail Blazers fu la 38ª nella NBA per la franchigia.
I Portland Trail Blazers arrivarono terzi nella Northwest Division della Western Conference con un record di 41-41, non qualificandosi per i play-off.

## Roster
| N° | Naz.                   | Ruolo | Sportivo          | Anno | Alt. | Peso |
| -- | ---------------------- | ----- | ----------------- | ---- | ---- | ---- |
| 0  | Stati Uniti (bandiera) | G     | Taurean Green     | 1986 | 183  | 80   |
| 1  | Stati Uniti (bandiera) | G     | Jarrett Jack      | 1983 | 191  | 92   |
| 2  | Stati Uniti (bandiera) | G     | Steve Blake       | 1980 | 191  | 78   |
| 4  | Stati Uniti (bandiera) | A     | Josh McRoberts    | 1987 | 208  | 109  |
| 7  | Stati Uniti (bandiera) | G     | Brandon Roy       | 1984 | 198  | 98   |
| 8  | Stati Uniti (bandiera) | GA    | Martell Webster   | 1986 | 201  | 95   |
| 9  | Stati Uniti (bandiera) | AC    | Raef LaFrentz     | 1976 | 211  | 109  |
| 10 | Stati Uniti (bandiera) | C     | Joel Przybilla    | 1979 | 216  | 116  |
| 11 | Spagna (bandiera)      | G     | Sergio Rodríguez  | 1986 | 191  | 76   |
| 12 | Stati Uniti (bandiera) | A     | LaMarcus Aldridge | 1985 | 211  | 109  |
| 24 | Stati Uniti (bandiera) | G     | Von Wafer         | 1985 | 196  | 95   |
| 25 | Stati Uniti (bandiera) | A     | Travis Outlaw     | 1984 | 206  | 95   |
| 33 | Stati Uniti (bandiera) | A     | James Jones       | 1980 | 203  | 102  |
| 44 | Stati Uniti (bandiera) | AC    | Channing Frye     | 1983 | 211  | 112  |

## Staff tecnico
- Allenatore: Nate McMillan
- Vice-allenatori: Dean Demopoulos, Maurice Lucas, Monty Williams, Bill Bayno
- Preparatore fisico: Bob Medina
- Preparatore atletico: Jay Jensen